# アンブレラ・アカデミー
アンブレラ・アカデミー（The Umbrella Academy）は、ダークホースコミックスが発行したコミックシリーズ『The Umbrella Academy』を原作とし、スティーヴ・ブラックマンが制作した、Netflixのスーパーヒーロードラマ。2019年2月15日にシーズン1、2020年にシーズン2、2022年にシーズン3、2024年に最終のシーズン4が製作・配信された。

## 登場人物

### アンブレラ・アカデミー
1989年10月1日、妊娠していない女性が突然出産するという事象が世界中で発生。
資産家で冒険家のハーグリーブズ卿が、その内の7人を養子として迎え入れ、幼少時から厳しい訓練を課して創り上げた私設スーパーヒーロー組織がアンブレラ・アカデミーである。
また、ハーグリーブズ卿は子供達を名前ではなく1〜7号の番号で呼んでいた。
17年前の銀行強盗事件で活躍しメディアでも人気を博していたが、任務中の負傷が原因でベン(6号)が死亡したことをきっかけに子供達の不満が爆発。ルーサー(1号)以外が家を出て、事実上の解散状態となった。
ヴァーニャ・ハーグリーブズ / ヴィクター・ハーグリーブズ / 7号 / “ホワイトヴァイオリン"
演 - エリオット・ペイジ （長谷川暖〈ヴァーニャ〉→大野智敬〈ヴィクター〉）
出演 - シーズン1〜
音をエネルギーに変えて強力な念動波を発する能力を持つ。
アカデミー離脱後に、アカデミーの内情を暴露する自伝を出版し、家族との仲が険悪になっていた。バイオリン奏者で、楽団で演奏したり、教室で生徒に教えたりしている。
7人の中で一人だけ超能力が発動しないために仲間外れにされ、任務にも参加していなかったが、実は誰よりも強い能力を秘めていたものの、その力が制御不能だと判断したハーグリーブズ卿が与えた薬により、能力を抑制されていた。
彼女の能力が、ファイブが未来で見た人類滅亡に大きく関わっている。
シーズン3からは自身がトランスジェンダーであることを自覚し、名前を「ヴァーニャ」から「ヴィクター」へと改めた（日本語吹き替えもそれに合わせて変更された）。

タイムスリップ時期：1963年のダラス
タイムスリップ直後に車に轢かれてしまい、その運転手の家に居候させてもらうことに。
ルーサー・ハーグリーブズ / 1号 / "スペースボーイ”
演 - トム・ホッパー（木内秀信）
出演 - シーズン1〜4
怪力と強靭な肉体を持つ宇宙飛行士。
他の兄弟が離脱した後もアカデミーに残り一人で任務をこなしていたが、7年前に任務に失敗して重傷を負う。ハーグリーブズ卿が投与した血清の効果で回復したものの、副作用で上半身が獣のように変化する。その後、4年前からハーグリーブズ卿の指示で月面の観測基地に追いやられていた。幼少時よりアリソンに好意を抱いている。

タイムスリップ時期：1962年のダラス
バーのオーナーのドライバーとして働き、夜はファイトクラブで活躍する。
能力強化：
力に加え、跳躍力と防御力も備わる。
ディエゴ・ハーグリーブズ / 2号
演 - デヴィッド・カスタニェーダ （辻井健吾）
出演 - シーズン1〜4
投げたナイフを自在に操る能力を持つ。格闘技の達人でもある。
アカデミー離脱後はジムで働く傍ら、独自に自警団活動をして警察に目を付けられている。兄弟の中でも最も父親に反抗的な態度を取っているが、「ナンバー1」（父親のお気に入り）だったルーサーに対抗意識を燃やすなど、心の底では父親に認められたいという願望を持っていた。母親代わりのグレースに強い愛情を持っている。

タイムスリップ時期：1963年のダラス
ケネディ大統領の暗殺を未然に防ごうとすることで、精神不安定と判断され、精神病棟に入れられてしまう。
能力強化：
複数の銃弾を全て操り、相手を自滅させる。
アリソン・ハーグリーブズ / 3号
演 - エミー・レイヴァー・ランプマン （ニケライ・ファラナーゼ）
出演 - シーズン1〜4
言葉で相手を操る能力を持つ。「噂を聞いたの〜」と囁くと、相手は言われた通りに行動してしまう。
アカデミー離脱後はモデルや女優として活躍し、セレブに。一人娘（クレア）が居るが、子育てに能力を使っていたことを夫（パトリック）に目撃されて離婚。親権も夫に取られている。

タイムスリップ時期：1961年のダラス
黒人の人権市民運動を進めるレイモンドと婚約し、彼の運動に協力する。
能力強化：
相手の有無に関係なく発した言葉を現実化させることができる。
クラウス・ハーグリーブズ/ 4号
演 - ロバート・シーハン （烏丸祐一）
出演 - シーズン1〜4
死者を見たり会話をする能力と不死身の体質を持つ。
アカデミー離脱後は薬物中毒とアルコール中毒でリハビリ施設を出たり入ったりしていた。
マゾヒスト傾向。ヘイゼル達から盗んだブリーフケース型タイムマシンでベトナム戦争時代に時間移動をした際に、軍隊で出会ったデイブという男性と恋に落ちる。
シーズン1終盤で、霊のベンを媒介に、生前ベンが有していた特殊能力を発動する新たな力に目覚めた。

タイムスリップ時期：1960年代のダラス
能力を使い、カルトを創設する。
能力強化：
死亡している人物を現実に呼び寄せることができる。
ファイブ・ハーグリーブズ / 5号
演 - エイダン・ギャラガー （石川賢利）
出演 - シーズン1〜4
時間や空間を移動する能力を持つ。高い暗殺術を有する。
17年前に時間移動をしたまま行方不明になっていたが、ハーグリーブズ卿の葬儀の日に突如戻ってきた。
ハーグリーブズ卿に止められていた時間移動を独断で行った結果、2019年4月10日に起こった人類滅亡後の未来から戻れなくなり、孤独に45年近くを過ごしていたところを"委員会"にスカウトされる。委員会の指令により暗殺者として任務に従事していたが、人類滅亡を回避するために規則を破って現代に戻ってきたため、委員会から追われている。
時間移動の影響で13歳当時の姿に戻っているが、実年齢は58歳である。

タイムスリップ時期：1963年のダラス
ロシア戦争が行われており、兄弟たちの強化能力を見る。ヘイゼンに誘導され少しだけ前にタイムスリップ。兄弟たちと力を合わせてロシアとの戦争を防ごうとする。

ベン・ハーグリーブズ / 6号/スパロー アカデミー2号
演 - ジャスティン・H・ミン
出演 - シーズン1〜4
体を怪物に変身させる能力。
シーズン1時点で故人。クラウスだけが認識できる霊として登場。自堕落な生活をするクラウスに苦言を呈しているが、相手にされていない。
幽霊なのになぜか死亡時点より歳を取っており、兄弟と同様の年齢相応な容姿をしている。
シーズン1終盤では人や物に触れたり、クラウスを介して生前の能力を発揮することもあった。

タイムスリップ時期：クラウスと同じく1960年代のダラス
レジナルド・ハーグリーブス卿
演 - コルム・フィオール （堀越富三郎）
出演 - シーズン1〜4
稀代の資産家にして冒険家。7人の子供達を養子にしてアンブレラ・アカデミーを創設した。時代を超越した知識と科学技術を有する謎多き人物。
秘密主義で厳格にして冷徹。子供達にも愛情を示さなかったことでルーサー以外からは疎まれていたが、ポゴ曰く「彼なりに」子供達のことは愛していたらしい。
シーズン1 第1話で急死する。その葬儀で子供達が再会したことから物語が始まる。その死は、世界を救うべく子供達を再び団結させるために自ら計画したものであったことが判明する。
1960年代のレジナルド・ハーグリーブス卿
演 - コルム・フィオール
出演 - シーズン2
まだアンブレラアカデミーの創設前で、もちろん子供たちのことは知らない。
また、この時代では「マジェスティック12」という謎の組織のメンバーのひとり。
普通の人間のように振る舞っていたが、実は人間の皮をかぶった別の生物。
グレース
演 - ジョーダン・クレア・ロビンス （和優希）
出演 - シーズン1〜4
ハーグリーブズ卿が子供達の"世話役兼保護者"として作ったロボット。
時折言動に不自然なこともあるが、子供達を愛情を持って育てており、子供達からも母親として慕われている。
1960年代のグレース
演 - ジョーダン・クレア・ロビンス
出演 - シーズン2
ロボットではなく人間のグレイスで、レジナルド・ハーグリーブスの恋人。また研究者でもある。
ポゴを宇宙に送る実験などの責任者だったが、レジナルドが何か隠していることを知ってしまい、離れてしまう。
ポゴ
演 - アダム・ゴドリー （神尾晋一郎）
出演 - シーズン1〜4
高度な知能を有し、人語を操るチンパンジー。
ハーグリーブズ卿の助手兼、アカデミーの執事的な存在。
1960年代のポゴ
出演 - シーズン2
宇宙に向かうロケット実験の被験者だった。しかし失敗してしまい、大怪我を負う。

### スパロー・アカデミー
1963年の世界滅亡を阻止した後、最初の終末を回避し、乱れたタイムラインを最終的に修正できたと確信したアンブレラ・アカデミーは元の世界に戻った。しかし、アンブレラ・アカデミーを創設する前のハーグリーブスにアドバイスをしたことで、彼らを怪しく思ったハーグリーブスが元のアンブレラ・アカデミー以外の子供達を養子にしたスパロー・アカデミーを創設したタイムラインにきてしまった。
マーカス・ハーグリーブス / 1号
演 - ジャスティン・コーンウェル
出演 - シーズン3
ルーサーのような怪力の能力。
ベン・ハーグリーブス / 2号
演 - ジャスティン・H・ミン
出演 - シーズン3
体を怪物に変化させる能力。
フェイ・ハーグリーブス / 3号
演 - ブリトニー・オールドフォード
出演 - シーズン3
盲目であるが、体から鳥を生み出し、自らの目として働かせたり遠くの相手を攻撃をする能力。
アルフォンソ・ハーグリーブス / 4号
演 - ジェイク・エプスタイン
出演 - シーズン3
自ら受けた攻撃のダメージを、相手にそのまま反動で与える能力。
肌がただれてしまっている。
スローン・ハーグリーブス / 5号
演 - ジェネシス・ロドリゲス
出演 - シーズン3
重力を操る能力。
アンブレラ・アカデミーとスパロー・アカデミーが対立する中、ルーサーと恋に落ち、彼の味方につく。
ジェイミー・ハーグリーブス / 6号
演 - カジー・デイビッド
出演 - シーズン3
幻覚を引き起こす毒液を吐く能力。
クリストファー / C.G.キューブ / 7号
出演 - シーズン3
キューブ状の空飛ぶ物体。体を麻痺させる念動力を持つ。
セリフなどはないが、スパローの仲間たちと交流をしている。

### 委員会（コミッション）
時間線を守るためにあらゆる時代を監視し、時間の連続を乱すものを暗殺している謎の組織。
ブリーフケース型のタイムマシンを複数保有し、暗殺者にはカプセルに入った指令書を送りつけて指示を出している。
A.J.マイケル
声 - ロビン・アトキン・ダウンズ
出演 - シーズン2
委員会の最高幹部。金魚である本体が機械を使い、言葉を発している。またタバコも吸う。
ハンドラーの策略でファイブを送られ幹部を皆殺されてしまい、自身もハンドラーに丸のみにされてしまう。
ハンドラー
演 - ケイト・ウォルシュ （和優希）
出演 - シーズン1〜3
ファイブをスカウトした委員会の幹部。ケース担当官や暗殺部隊などに指示を出す現場の司令官。
ファッションショーのような華美な服装をしており、尊大な態度を取る。
人類滅亡は確定事項と捉えており、これを防ごうとするファイブを止めるために、暗殺チームの一団やチャチャ、ヘイゼルを派遣したり、ファイブを懐柔しようとしたりと画策する。委員会に不満を持つヘイゼルによって頭を撃たれてしまった。生き残っていたが、怪我により幹部から降格。
養子であるライラを裏切り勝利をしようとしたが、スウェーデン人により復讐され殺されてしまう。
ライラ
演 - リトゥ・アルヤ（那村有香）
出演 - シーズン2〜4
1989年10月1日に世界中で生まれた特殊能力を持つ子供のうちの一人。相手の能力をコピーする能力。
ファイブのタイムトラベルにより過去に行ってしまったディエゴが入院していた精神病棟の患者。
その後ディエゴの病院からの脱走に協力し、病院職員とスウェーデン人の追手から逃れる。だが実は、ハンドラーの娘であり母親の計画のために委員会の一人として協力していた。

#### 暗殺者
チャチャ
演 - メアリー・J. ブライジ （内海安希子）
出演 - シーズン1
委員会がファイブを暗殺するために派遣した女性の暗殺者。任務に忠実。
ヘイゼルとは長年コンビを組んでいる。
ヘイゼル
演 - キャメロン・ブリットン （石川栄一）
出演 - シーズン1〜2
委員会がファイブを暗殺するために派遣した巨漢の暗殺者。特殊能力はないが、肉弾戦でルーサーと互角に戦うほどの強さを見せる。
かねてより委員会の処遇に不満を抱いており、人類滅亡が事実だと知ると残りの時間を自由に過ごしたいと考え、任務を放棄して好意を抱いていたアグネスを連れて逃避行の旅に出る。その後1963年11月25日にタイムスリップしたファイブと再会し、その後10日前まで戻って「世界が滅亡してしまう」ことを伝える。 その後ブリーフケースとあるビデオをファイブに渡すが、ファイブを狙ってきたスウェーデン人に殺されてしまう。

#### スウェーデン人
委員会に雇われた殺し屋で、スウェーデン人の三兄弟。
人を殺すことに躊躇ない冷酷さを持っており、依頼に従いアンブレラアカデミーの面々の命を狙う。
アクセル
演 - クリス・ホールデン=リード
出演 - シーズン2〜？
三兄弟の長男。ハンドラーを殺害。その後クラウスの作ったカルトのバスに乗り姿をくらませる。
オットー
演 - ジェイソン・ブライデン
出演 - シーズン2
三兄弟の次男。アリソンによって操られたアクセルによって殺害される。
オスカー
演 - トム・シンクレア
出演 - シーズン2
三兄弟の三男。ハンドラーの罠によって死亡。

### 現代の人物
レスター・ポケット / ハーラン
演 - カラム・キース・レニー
出演 - シーズン3
1963年にヴァーニャと出会ったシシーの息子が歳を取った。
ヴァーニャからもらった力が発現している。
レナード・ピーボディ / ハロルド・ジェンキンス
演 - ジョン・マガロ （井之上潤）
出演 - シーズン1
建具師。ヴァーニャにバイオリンを習いに来たのをきっかけに親しくなる。実はある目的を持ってヴァーニャに近づいた。
レナード・ピーボディは偽名で、本名はハロルド・ジェンキンス。出産直後に母親が死亡し、父親からは日常的にDVを受けていた。同じ日に生まれたためアンブレラ・アカデミーに憧れており、家から逃げ出したいという願望も相まって、「自分にも超能力があるはずだからアカデミーに入れて欲しい」と懇願するが、ハーグリーブズ卿に門前払いされたことから恨みを抱く。
暴力を振るってきた父親に逆上して殺害し、10 年間服役していた。
出所後はアカデミーへの復讐の機会を伺っていたが、偶然にハーグリーブズ卿の日記を入手したことでヴァーニャの秘められた力の存在を知り、復讐に利用するために親しくなり、その力を解放させようと目論むが、ヴァーニャに日記が見つかり逆上したヴァーニャに殺される。
ユードラ・パッチ
演 - アシュリー・マデクウィ （和優希）
出演 - シーズン1
女性刑事。かつてディエゴと付き合っていた。
チャチャやヘイゼルが起こした殺人事件を捜査していたが、チャチャに撃たれて死亡する。
アグネス
演 - シーラ・マッカーシー （塙英子）
出演 - シーズン1
ヘイゼルが通う"グリディのドーナツ店"の女店主。趣味はバードウォッチング。
ヘイゼルと恋に落ち、店を閉めて共に逃避行の旅に出る。

### 1960年代の人物
レイモンド・チェスナット
演 - ユスフ・ゲートウッド
出演 - シーズン2
アリソンの婚約者。黒人の人権市民運動を進める男性。
辛い差別に対して、暴力ではない方法で立ち向かう。アリソンの能力を知った後は、その能力で人権のために戦おうとする。
最後はアリソンが現代に帰ってしまうことを受け入れる。
シシー
演 - マリン・アイアランド
出演 - シーズン2
ヴァ―ニャを轢いてしまい、その後記憶のないヴァ―ニャを居候として受け入れた女性。ハーランの母親。
愛していない夫と、唖者の息子と共に暮らし、自分の気持ちを隠して生きている。ハーランのことは心から愛している。
隠しているが実はレズビアンであり、ヴァ―ニャのことが好きになる。最終的に事故により夫が死亡し、ハーランと共にダラスを去る。
ハーラン
演 - ジャスティン・ポール・ケリー
出演 - シーズン2
ヴァ―ニャを轢いてしまい、居候として受け入れた女性シシーの息子。唖者を患っている。遊んでくれるヴァ―ニャのことは好きである。
一度ため池にて溺れてしまったときにヴァ―ニャに助けられた際、ヴァ―ニャの力を一部受け能力を宿してしまう。
シリーズ最後には、シシーと共にダラスを去る。その時、おもちゃを空に浮かせるなど力がある（残っている？）ことを示していた。
エリオット
演 - ケヴィン・ランキン
出演 - シーズン2
UFOや陰謀説を信じる男性。
ファイブと知り合いになった後、他のメンバーと探したり、住まいを提供したり（半強制的に）協力させられる。
メンバーの留守中にスウェーデン人が訪問し、拷問され殺されてしまう。

## エピソード
| シーズン | シーズン | 話数 | 話数 | 放送期間      | 放送期間      |
| -------- | -------- | ---- | ---- | ------------- | ------------- |
|          | 1        | 10   | 10   | 2019年2月15日 | 2019年2月15日 |
|          | 2        | 10   | 10   | 2020年7月31日 | 2020年7月31日 |
|          | 3        | 10   | 10   | 2022年6月22日 | 2022年6月22日 |
|          | 4        | 6    | 6    | 2024年8月8日  | 2024年8月8日  |

### シーズン1 (2019)
| 通算 | 話数 | タイトル             | 原題                                            | 監督                         | 脚本                                             |
| ---- | ---- | -------------------- | ----------------------------------------------- | ---------------------------- | ------------------------------------------------ |
| 1    | 1    | 大富豪の死           | We Only See Each Other at Weddings and Funerals | ピーター・ホアー             | ジェレミー・スレイター                           |
| 2    | 2    | 逃れられない運命     | Run Boy Run                                     | アンドリュー・バーンスタイン | スティーブ・ブラックマン                         |
| 3    | 3    | 7号としての人生      | Extra Ordinary                                  | アンドリュー・バーンスタイン | ベン・ネディビ マット・ウォルパート              |
| 4    | 4    | 月に行った男         | Man on the Moon                                 | エレン・クラス               | ローレン・シュミット・ヒスリック                 |
| 5    | 5    | 5号                  | Number Five                                     | エレン・クラス               | ボブ・デローレンティス                           |
| 6    | 6    | かなわぬ願いを想う日 | The Day That Wasn't                             | ステファン・サージク         | スネハ・コース                                   |
| 7    | 7    | 恐れた悪夢が起きた日 | The Day That Was                                | ステファン・サージク         | ベン・ネディビ マット・ウォルパート              |
| 8    | 8    | ウワサを聞いたの     | I Heard a Rumor                                 | ジェレミー・ウェッブ         | ローレン・シュミット・ヒスリック スネハ・コース  |
| 9    | 9    | 変化                 | Changes                                         | ジェレミー・ウェッブ         | ボブ・デローレンティス エリック・W・フィリップス |
| 10   | 10   | ホワイトバイオリン   | The White Violin                                | ピーター・ホアー             | スティーブ・ブラックマン                         |

### シーズン2 (2020)
| 通算 話数 | シーズン 話数 | タイトル                                       | 監督            | 脚本                          | 公開日        |
| --------- | ------------- | ---------------------------------------------- | --------------- | ----------------------------- | ------------- |
| 11        | 1             | "またふりだしへ" "Right Back Where We Started" | Sylvain White   | Steve Blackman                | 2020年7月31日 |
| 12        | 2             | "フランケルの記録" "The Frankel Footage"       | Stephen Surjik  | Mark Goffman                  | 2020年7月31日 |
| 13        | 3             | "スウェーデンの三つ子" "The Swedish Job"       | Stephen Surjik  | Jesse McKeown                 | 2020年7月31日 |
| 14        | 4             | "マジェスティック12" "The Majestic 12"         | Tom Verica      | Bronwyn Garrity               | 2020年7月31日 |
| 15        | 5             | "ヴァルハラ" "Valhalla"                        | Tom Verica      | Robert Askins                 | 2020年7月31日 |
| 16        | 6             | "軽食への招待" "A Light Supper"                | エレン・クラス  | Aeryn Michelle Williams       | 2020年7月31日 |
| 17        | 7             | "目には目を" "Öga for Öga"                     | エレン・クラス  | Nikki Schiefelbein            | 2020年7月31日 |
| 18        | 8             | "7段階の症状" "The Seven Stages"               | Amanda Marsalis | Mark Goffman Jesse McKeown    | 2020年7月31日 |
| 19        | 9             | "743"                                          | Amanda Marsalis | Bronwyn Garrity Robert Askins | 2020年7月31日 |
| 20        | 10            | "何かの終わり" "The End of Something"          | Jeremy Webb     | Steve Blackman                | 2020年7月31日 |

### シーズン3 (2022)
| 通算 話数 | シーズン 話数 | タイトル                                                 | 監督          | 脚本                                  | 公開日        |
| --------- | ------------- | -------------------------------------------------------- | ------------- | ------------------------------------- | ------------- |
| 21        | 1             | "もうひとつの家族" "Meet the Family"                     | Jeremy Webb   | Steve Blackman Michelle Lovretta      | 2022年6月22日 |
| 22        | 2             | "世界最大の糸玉" "World's Biggest Ball of Twine"         | Cheryl Dunye  | Jesse McKeown                         | 2022年6月22日 |
| 23        | 3             | "ポケットに秘められた力" "Pocket Full of Lightning"      | Cheryl Dunye  | Robert Askins                         | 2022年6月22日 |
| 24        | 4             | "クーゲルブリッツ" "Kugelblitz"                          | Sylvain White | Aeryn Michelle Williams               | 2022年6月22日 |
| 25        | 5             | "最も倫理的な決断" "Kindest Cut"                         | Sylvain White | Elizabeth Padden                      | 2022年6月22日 |
| 26        | 6             | "Marigold"                                               | Jeff F. King  | Lauren Otero                          | 2022年6月22日 |
| 27        | 7             | "別れの時" "Auf Wiedersehen"                             | Kate Woods    | Michelle Lovretta                     | 2022年6月22日 |
| 28        | 8             | "世界の終わりの結婚式" "Wedding at the End of the World" | Paco Cabezas  | Jesse McKeown Aeryn MIchelle Williams | 2022年6月22日 |
| 29        | 9             | "最も倫理的な決断" "Seven Bells"                         | Paco Cabezas  | Robert Askins                         | 2022年6月22日 |
| 30        | 10            | "オブリビオン" "Oblivion"                                | Jeff F. King  | Steve Blackman Robert Askins          | 2022年6月22日 |

## 評価

### 批評
本作は批評家から好意的な評価を受けている。批評集積サイトのRotten Tomatoesには87件のレビューがあり、批評家支持率は75%、平均点は10点満点で7.2点となっている。また、Metacriticには22件のレビューがあり、加重平均値は61/100となっている。